# Eupsophus
Az Eupsophus a kétéltűek (Amphibia) osztályába,  a békák (Anura) rendjébe és az Alsodidae családba tartozó nem. A faj Patagónia (Chile és Argentína) endemikus faja és Patagónia második fajban leggazdagabb kétéltűneme.

## Rendszerezés
A családba az alábbi fajok tartoznak.
- Eupsophus altor Nuñez, Rabanal & Formas, 2012
- Eupsophus calcaratus (Günther, 1881)
- Eupsophus contulmoensis Ortiz, Ibarra-Vidal & Formas, 1989
- Eupsophus emiliopugini Formas, 1989
- Eupsophus insularis (Philippi, 1902)
- Eupsophus migueli Formas, 1978
- Eupsophus nahuelbutensis Ortiz & Ibarra-Vidal, 1992
- Eupsophus roseus (Duméril & Bibron, 1841)
- Eupsophus septentrionalis Ibarra-Vidal, Ortiz & Torres-Pérez, 2004
- Eupsophus vertebralis Grandison, 1961